# Kamienica przy ul. Czeskiej 34 w Kłodzku
Kamienica przy ul. Czeskiej 34 w Kłodzku – renesansowa kamienica położona w obrębie starówki.

## Historia
Budynek niegdyś przypuszczalnie renesansowy, został przebudowany w pierwszej połowie XVIII wieku, oraz ponownie w połowie XIX wieku. Ta ostatnia przebudowa zniszczyła całkowicie charakter architektury pierwotnej, z wyjątkiem barokowego portalu. 
Decyzją wojewódzkiego konserwatora zabytków z dnia 3 grudnia 1984 roku kamienica została wpisana do rejestru zabytków

## Architektura
Dom posiada portal. Na jego gładkich ościeżach i blokowych impostach rozpięta jest ubogo profilowana, lekko koszowa archiwolta. Portal flankuje para pilastrów toskańskich, prawidłowo zwieńczonych, złączonych górą odcinkowym gzymsem o małej krzywiźnie. Pod gzymsem, a nad kluczem (z datą „1737”) unosi się bogata tarcza herbowa baronów von Fitschen. W sieni i klatce schodowej zachowały się barokowe sklepienia.

## Galeria

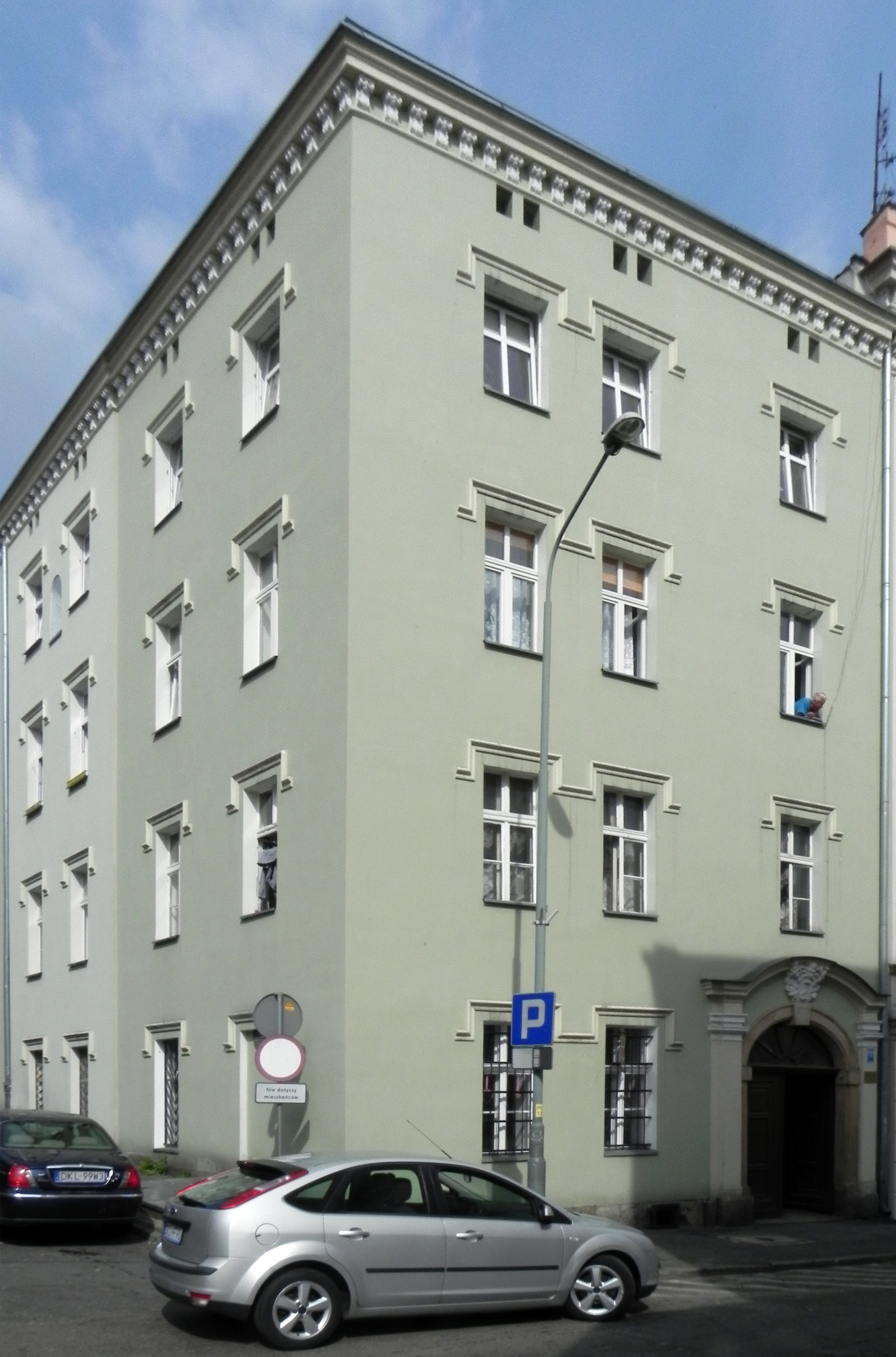
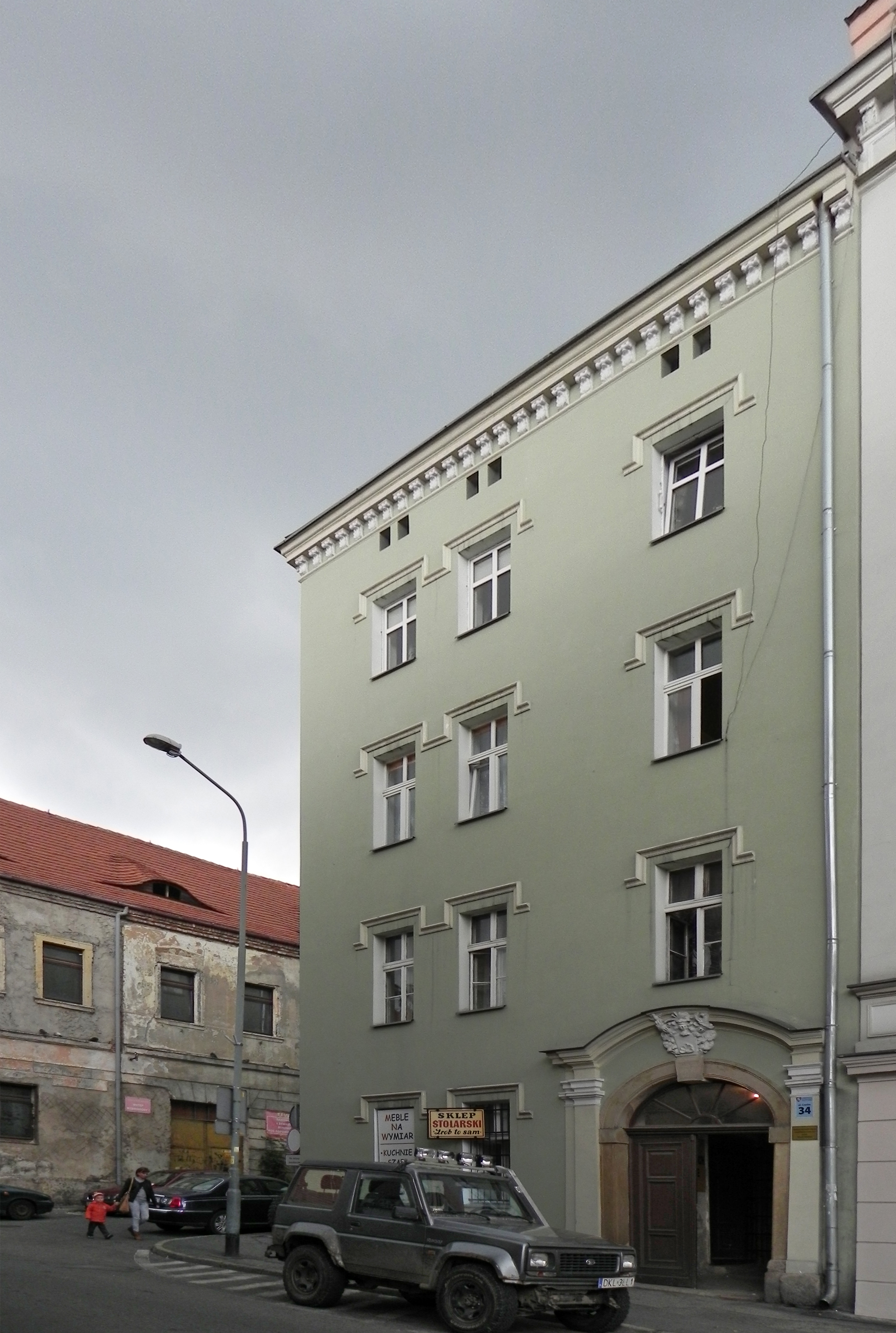
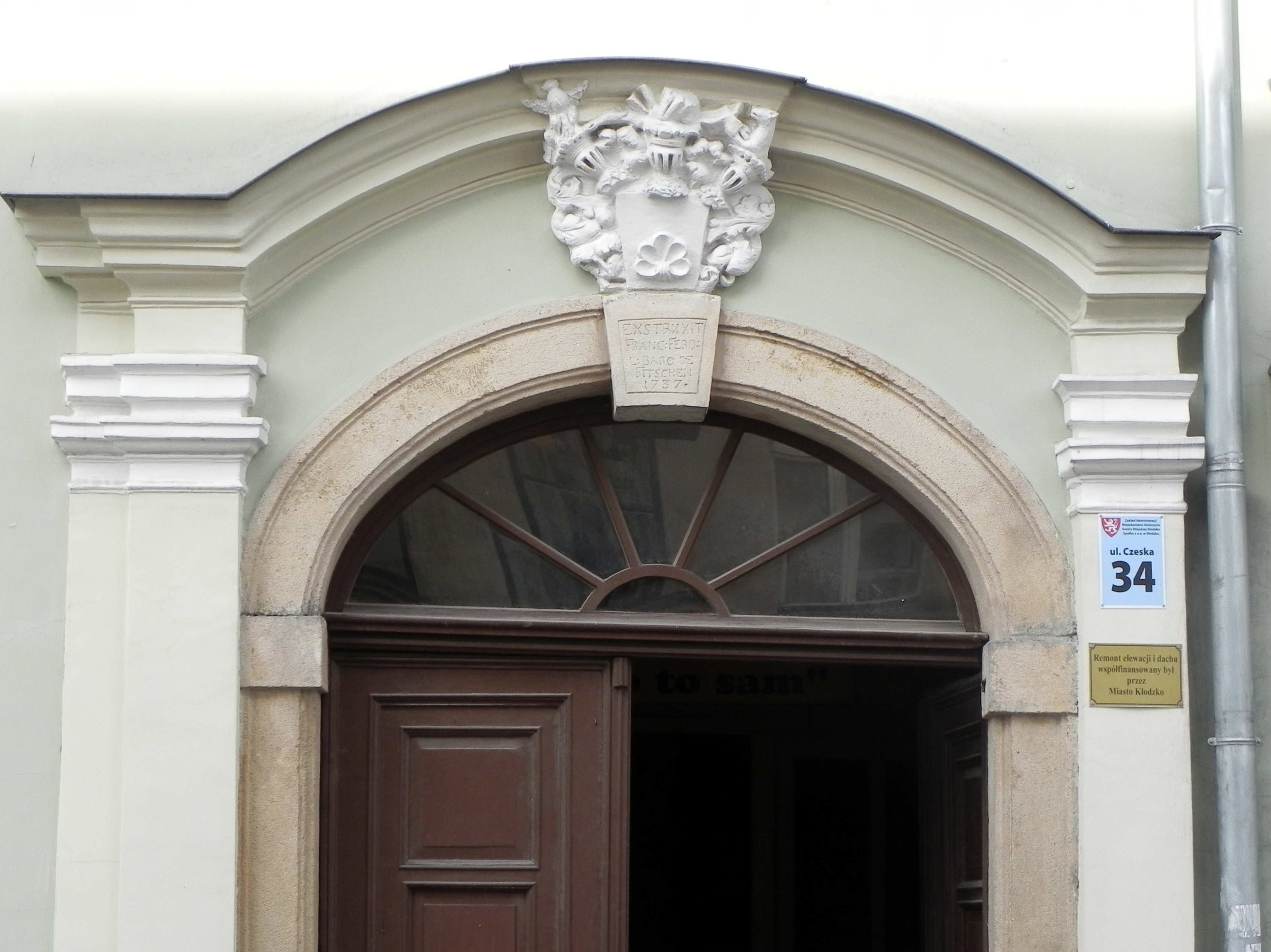
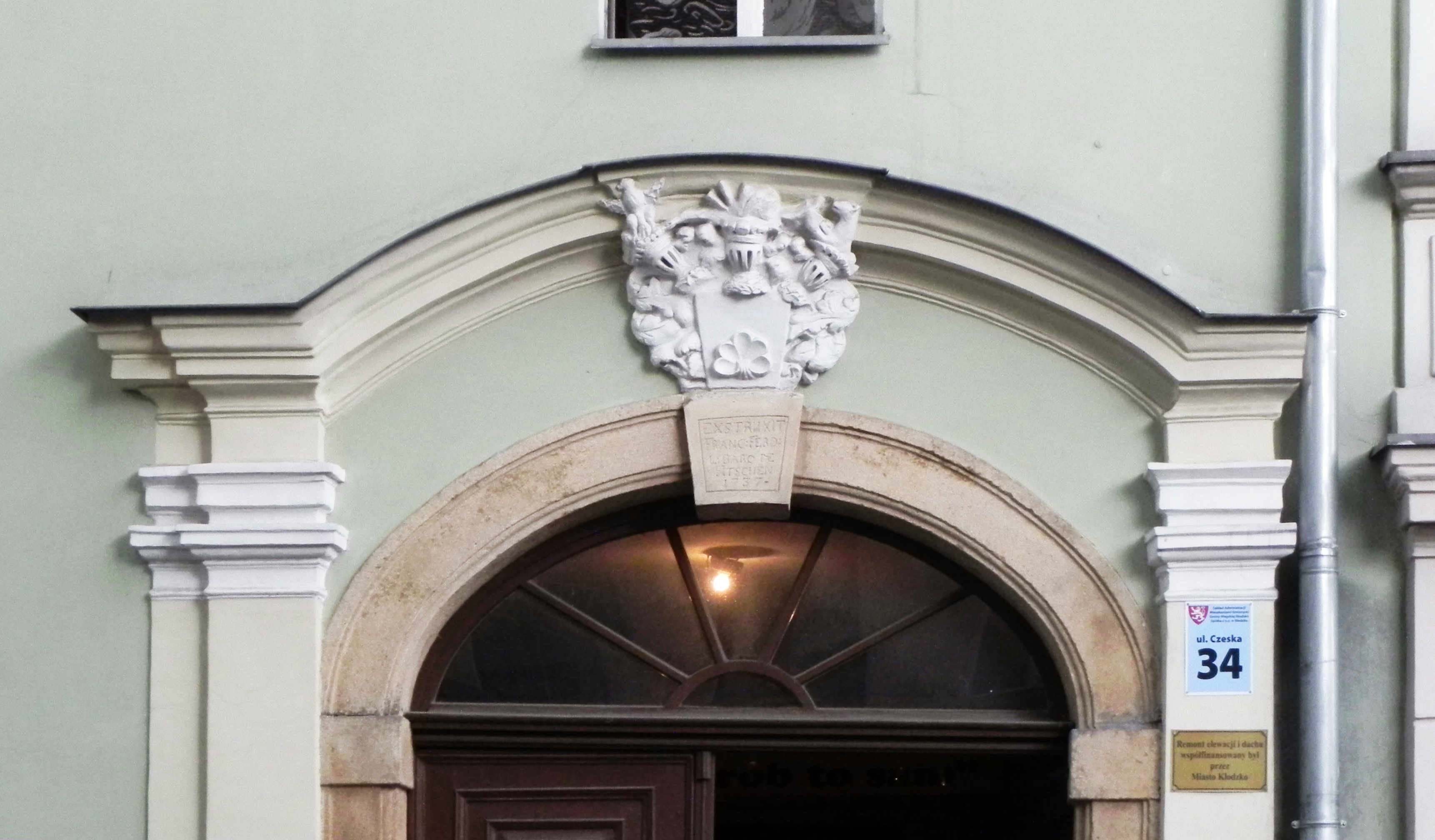
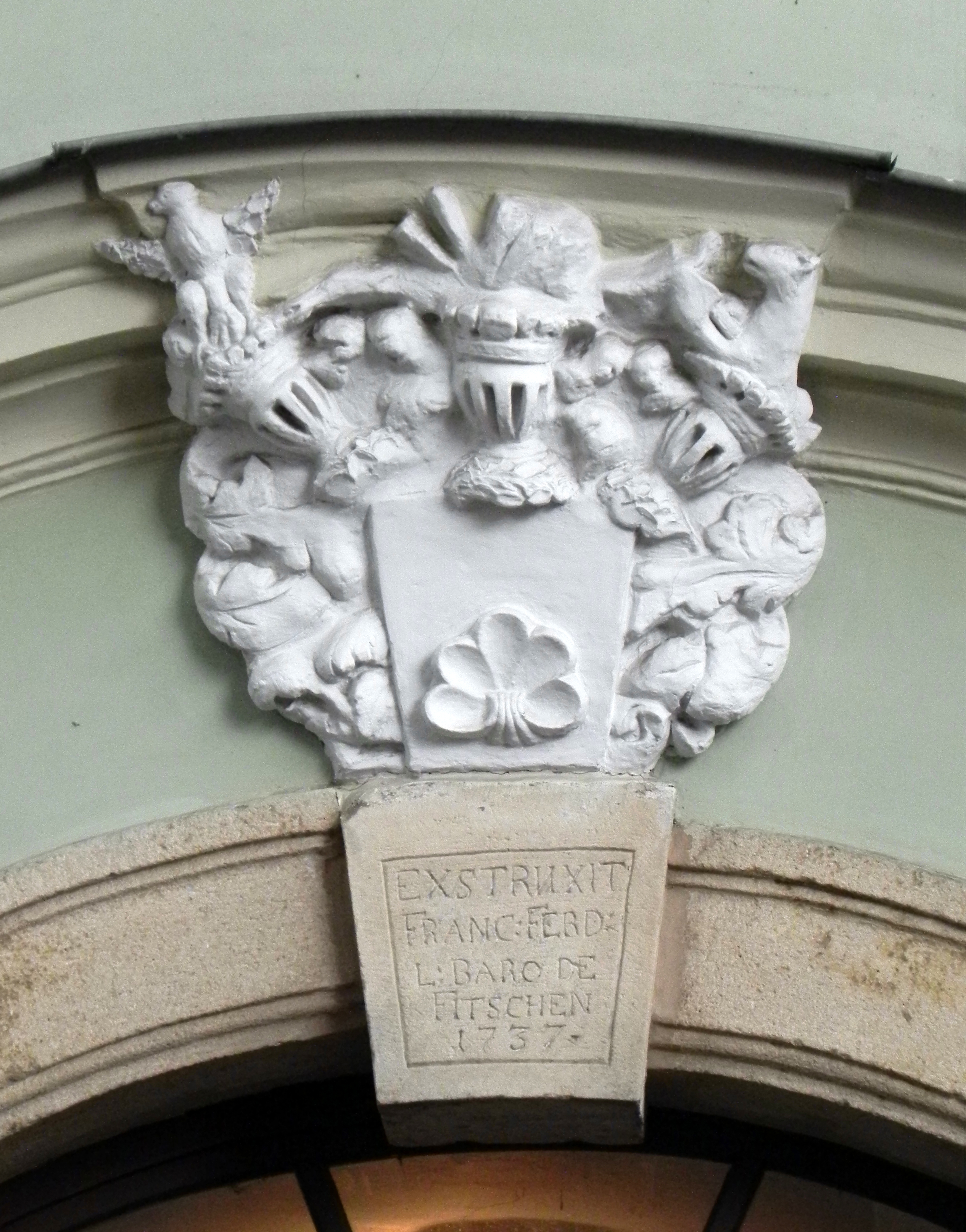
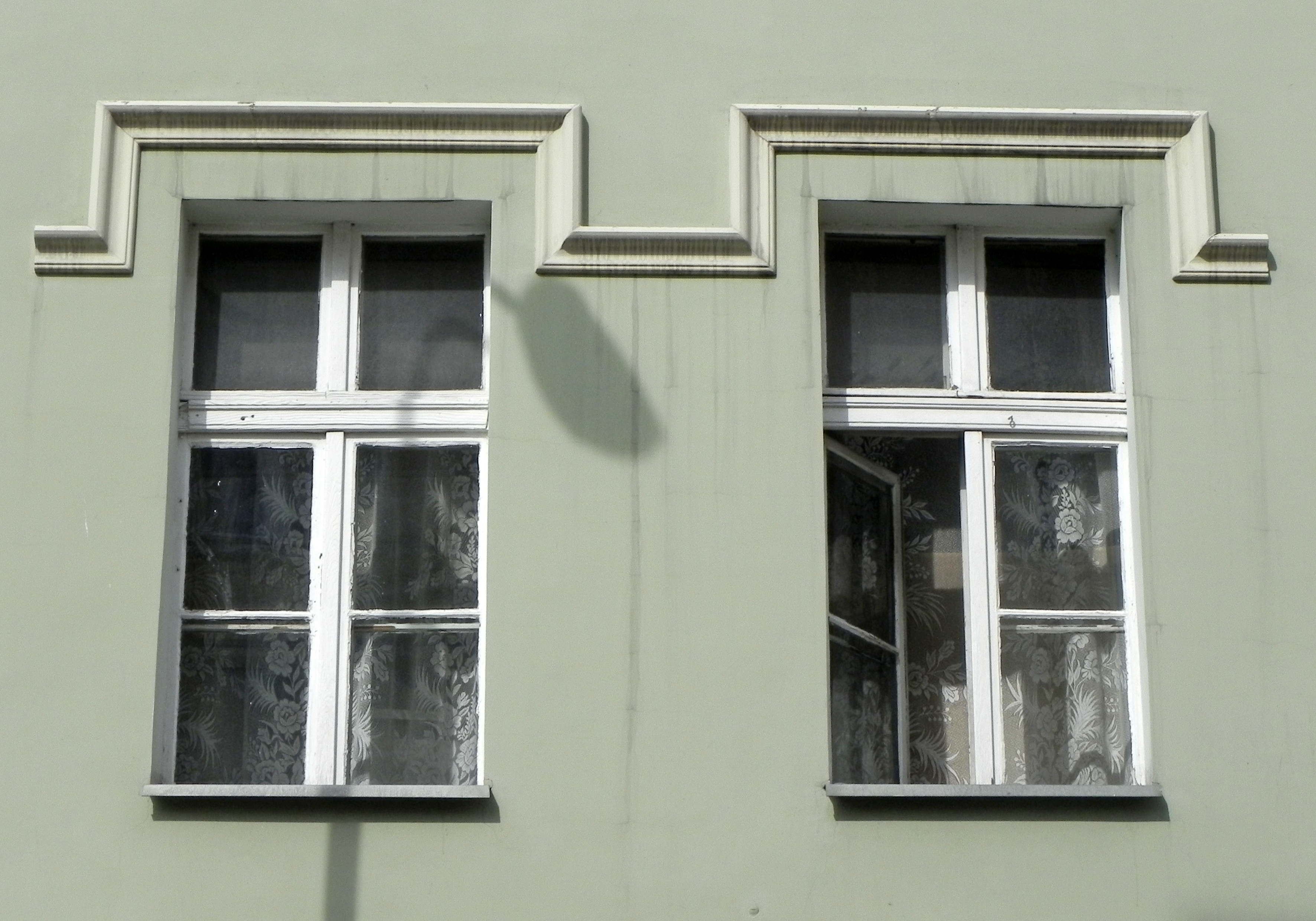
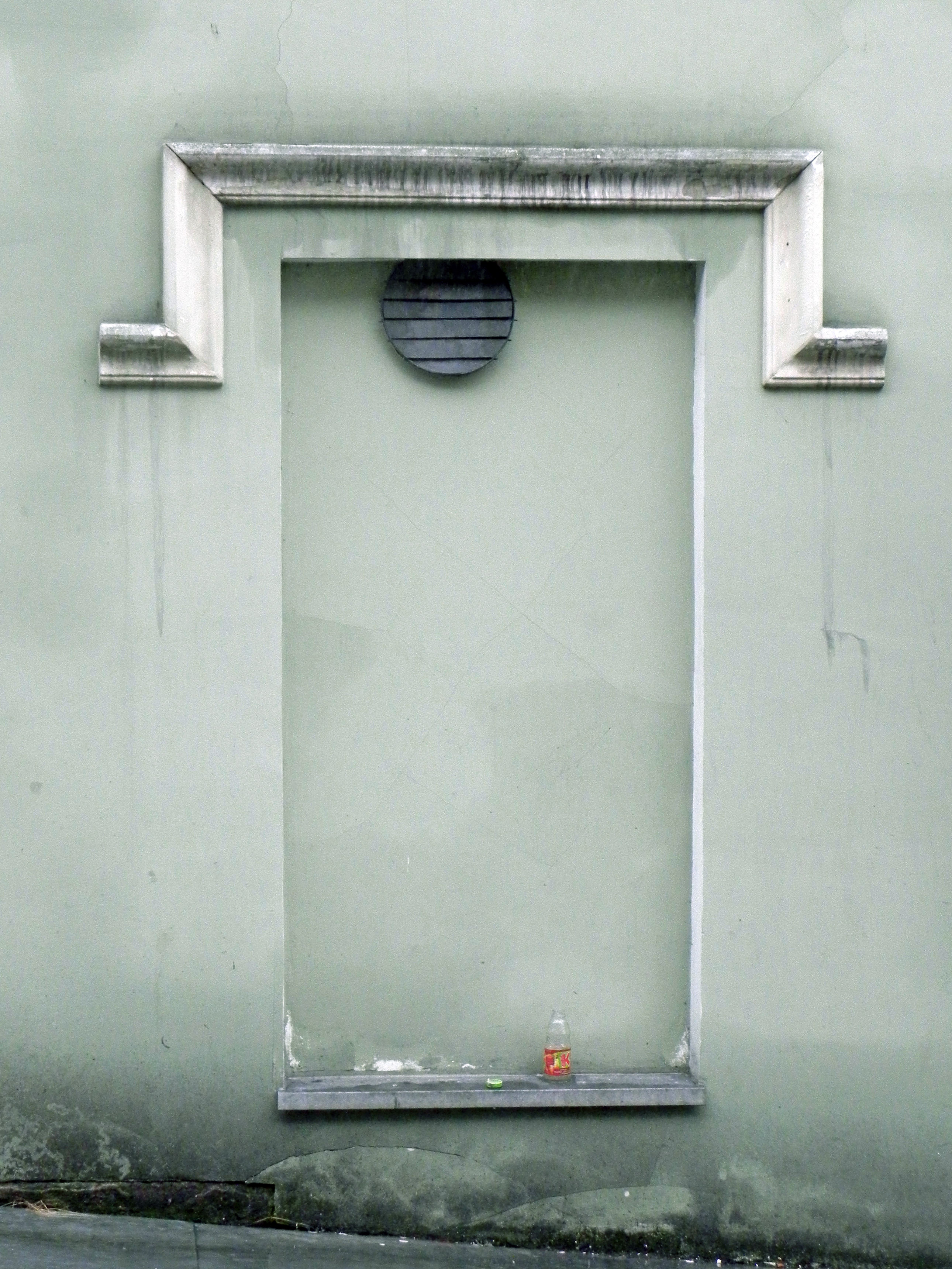
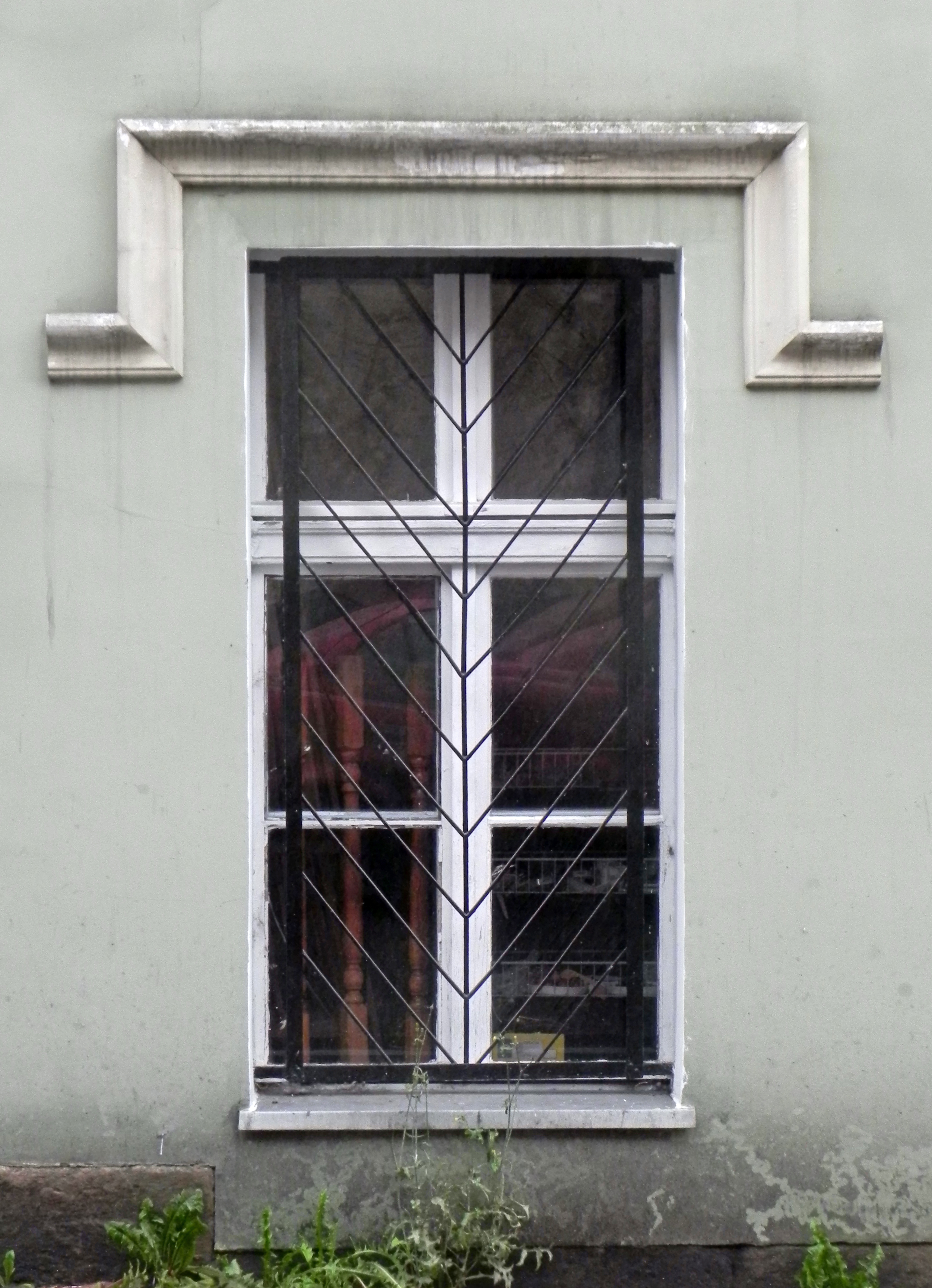
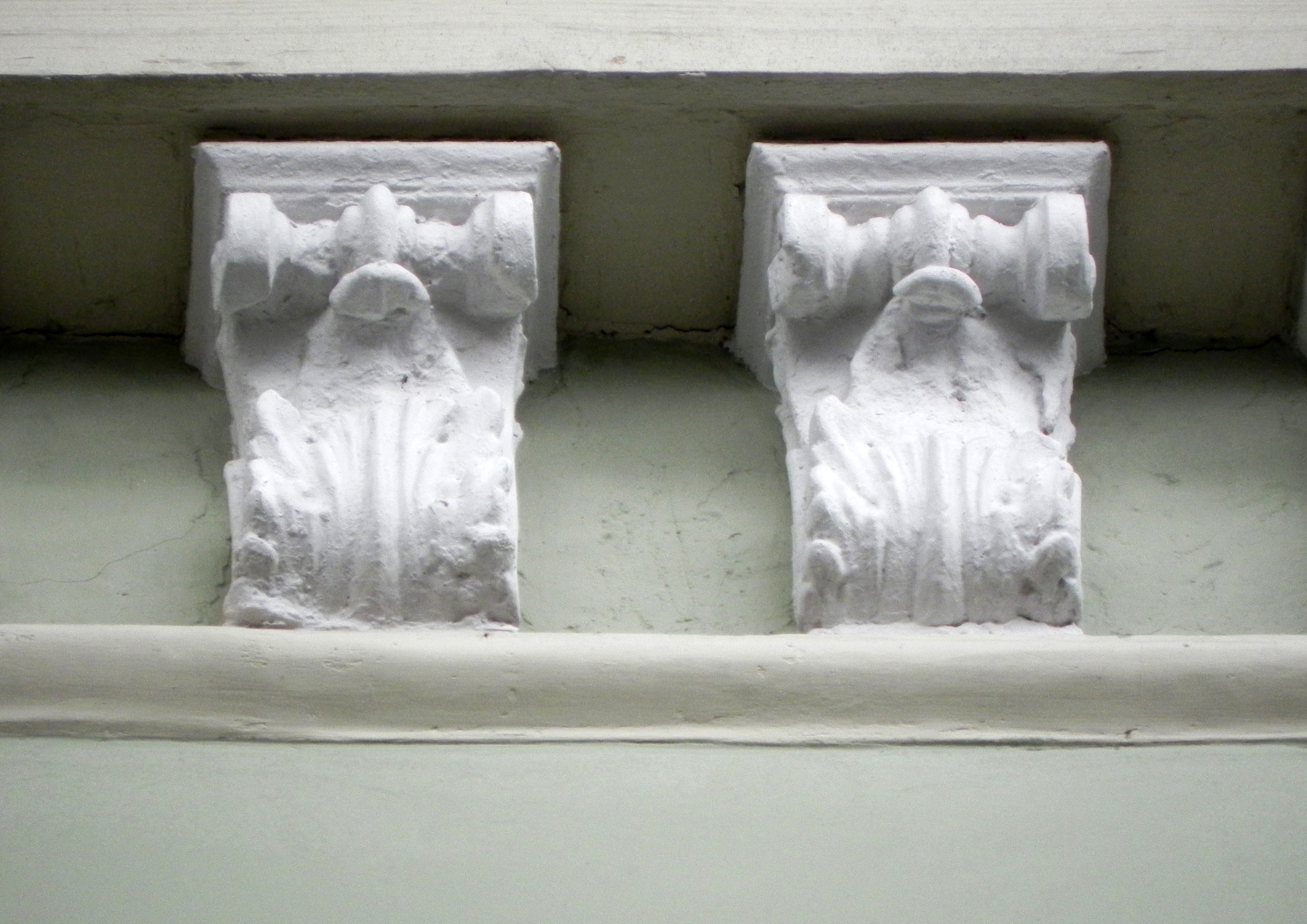